# Segovia (provins)
Segovia (provinsen) är en spansk provins som hör till den autonoma regionen Kastilien och Leon.
Huvudorten är staden Segovia med samma namn. Provinsen har en area av 6 796 km², vilket gör den till den minsta provinsen i Kastilien-Leon. Befolkningen uppgår till 163 899 invånare (2008). 
Klimatet är kontinentalt medelhavsklimat, med förlängda vintrar, torra och kalla, och korta men varma somrar.
Provinsen Segovia består av 209 kommuner och 17 mindre samhällen. Juridiskt sett och med avseende på valet till den provinsiella deputeradekammaren är provinsen uppdelad i fem juridiska enheter: Segovia, Sepúlveda, Cuéllar, Santa María la Real de Nieva och Riaza.

## Gränser
Provinsen gränsar i norr till Valladolid och Burgos, i öster till Soria och Guadalajara, i söder till Madrid, och i öster till Ávila.

## Ekonomí
Provinsens ekonomi baserar sig för närvarande främst på tjänstesektorn, där framför allt turismen är betydelsefull eftersom provinsen har betydande kulturella resurser, vilka bygger på provinsens betydande förflutna, och med svinuppfödning som viktigt ekonomisk näring.

## Galleri

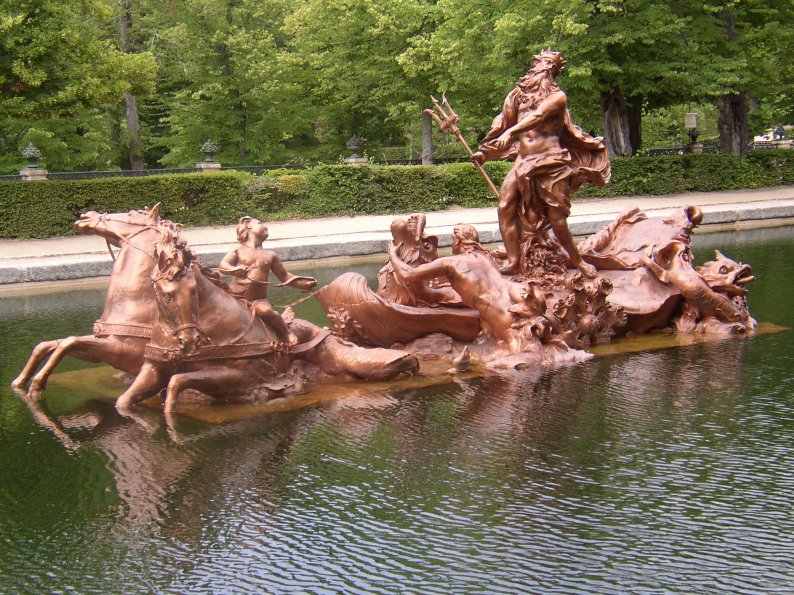
Fuentes de La Granja
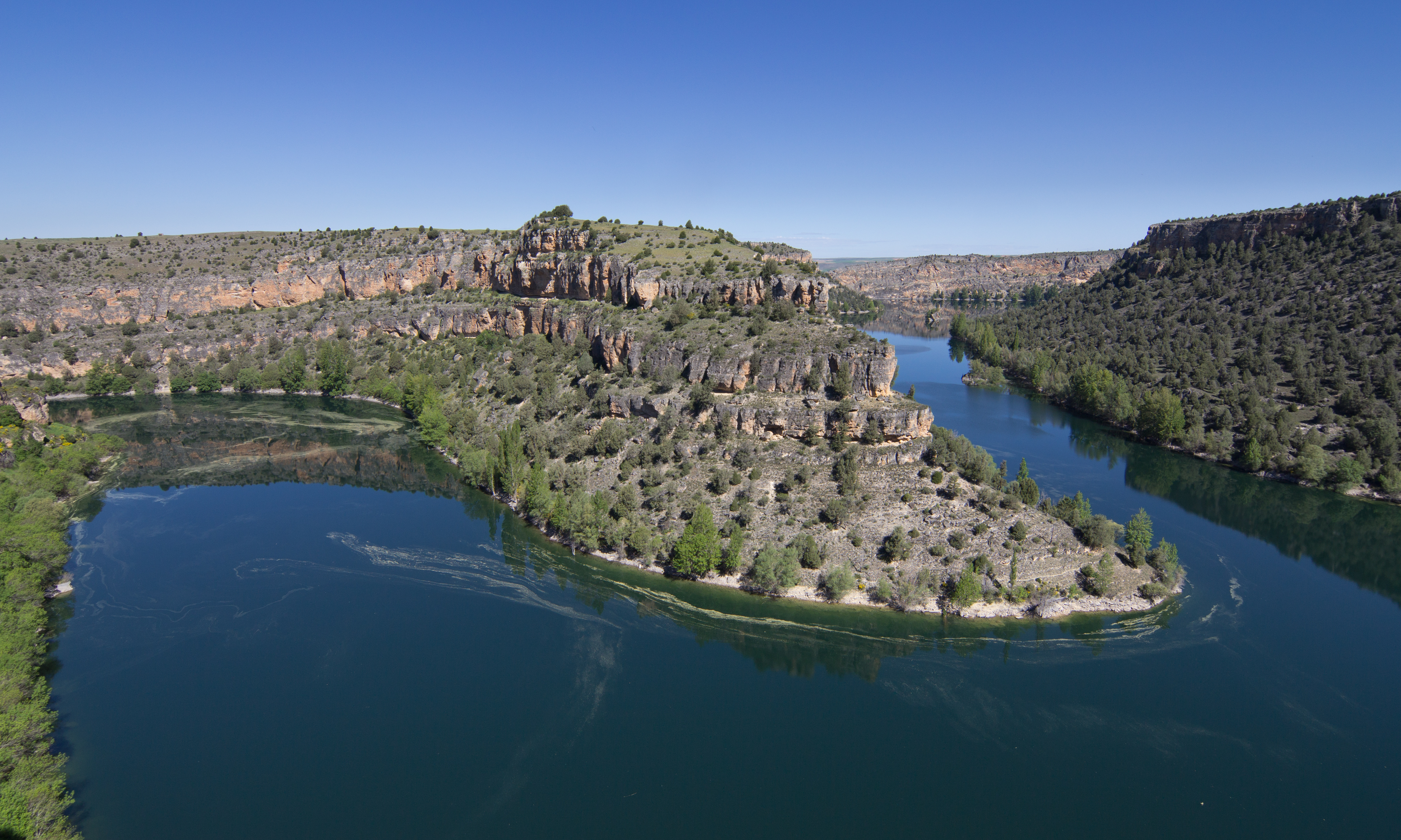
Hoces del Río Duratón
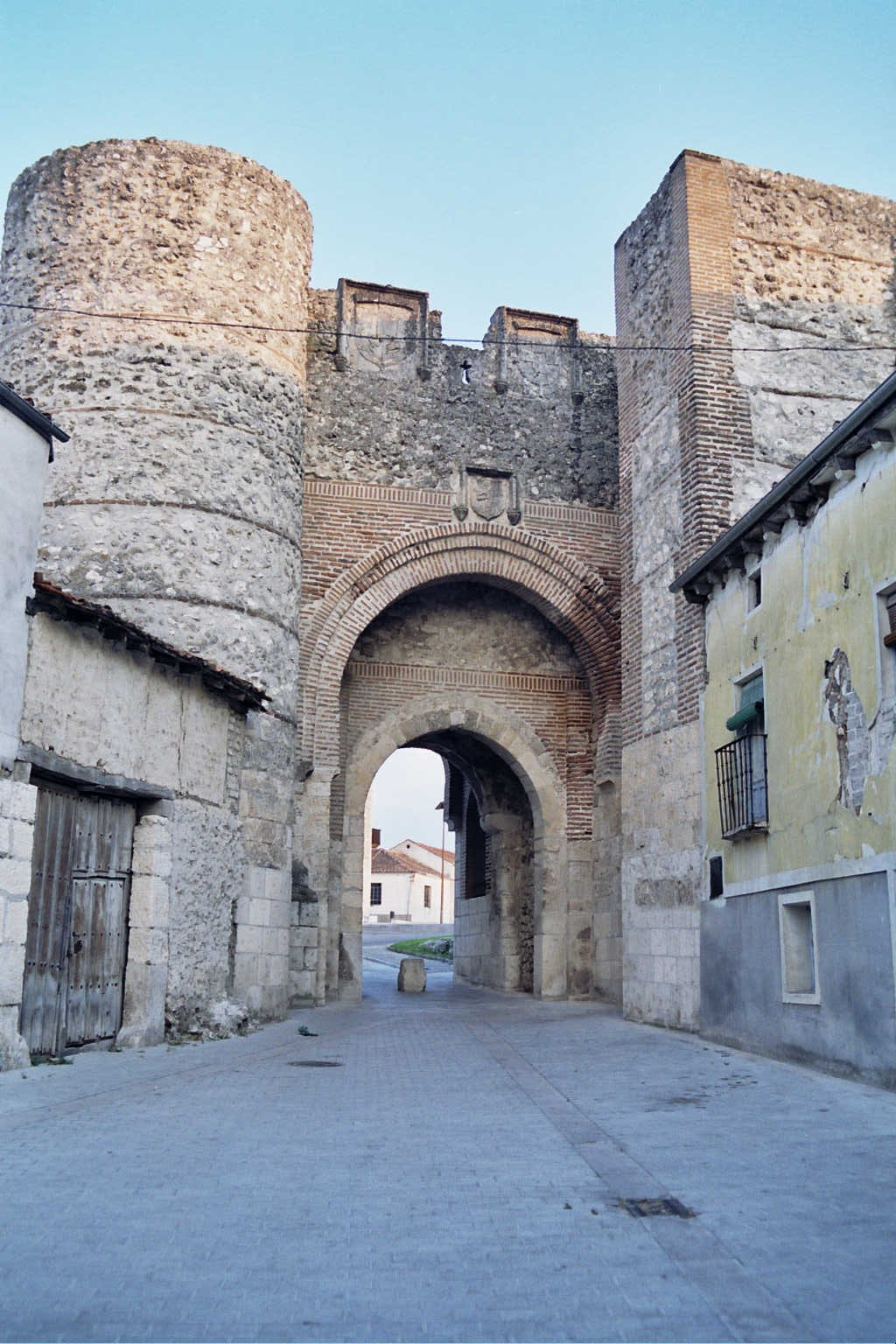
Cuéllar